# جرج سانتایانا
خورخه اگوستین نیکلاس روئیز د سانتایانا ای بوراس (به اسپانیایی: Jorge Agustín Nicolás Ruiz de Santayana y Borrás) معروف به جرج سانتایانا (به اسپانیایی: George Santayana) (زادهٔ ۱۶ دسامبر ۱۸۶۳ در مادرید، اسپانیا - درگذشتهٔ ۲۶ سپتامبر ۱۹۵۲ در رم، ایتالیا) فیلسوف، شاعر و رمان‌نویس اسپانیایی بود.
سانتیانا، با اینکه تمام عمر شهروند اسپانیا بود ولی در آمریکا بزرگ شد، تحصیل کرد و آثارش به زبان انگلیسی بود به همین دلیل وی را عموماً یک فرزانه آمریکایی محسوب می‌کنند. او از نزدیک به ۸۹ سال عمر خود، ۳۹ سال را در آمریکا سپری کرد.
سانتایانا شاید بیشتر برای جملات قصارش معروف است، خصوصاً جملهٔ: «آنان که تاریخ را به یاد نسپارند محکوم به تکرار آن هستند.» (که گاهی قانون پی‌آمدهای تکرارشونده سانتایانا خوانده می‌شود). به همین نحو جمله‌ای از سانتایانا: «تنها مردگان پایان جنگ را دیده‌اند.» که اغلب به اشتباه به افلاطون نسبت داده می‌شود.
نظر سانتایانا در مورد انقلاب ها:
انقلابها غالباً امور دوپهلو هستند ، به طور کلی پیروزی آنها با استعداد تطابق با اموری که خود بر ضد آن طغیان کرده‌اند ، متناسب است . هزارها داعیه اصلاح طلبی جهان را به وضعی بدتر از آنچه هست دچار ساخته‌اند ، زیرا هر نهضت اصلاحی مؤسسات نوی برپا کرده و این موسسات از نو دچار همان سوء استفاده گشته است .<کتاب عقل دین>
مفهوم کلیدی، در زیبایی‌شناسی سانتایانا حس زیبایی است. بر همین اساس، یکی از مبانی زیبایی‌شناسی او، احساسی بودن زیبایی ست. سانتایانا معتقد است که زیبایی، چیزی است که ما تجربه می‌کنیم؛ ارزشی است که احساس می‌کنیم. چون زیبایی هر چیزی، وابسته به ادراک ما از شیء محسوس زیبا ست و کسب میزان لذتی ست که از آن متلذذ می‌شویم. حاصل این نگاه تجربه گرایانه به هنر، این است که اصالت طبیعت و تبیین روان‌شناختی و فیزیولوژیکی هنرT از دیگر مبانی زیبایی‌شناسی تلقی شود. علاوه بر این‌ها، می‌توان به ';اخلاقی بودن هنر به‌عنوان یکی دیگر از مبانی اشاره کرد. زیرا، به‌زعم این فیلسوف، باید هنر را در قالب اخلاق ببینیم. باید گفت که ازآنجا که در اندیشه این فیلسوف، خیر و زیبایی بهم گره‌خورده است؛ افلاطون‌گرایی، به‌عنوان یکی دیگر از مبانی زیبایی‌شناسی وی به شمار می‌آید. سانتایانا، زیبایی‌شناسی را نه‌بخشی از روان‌شناسی و نه رشته‌ای از فلسفه می‌داند. سرانجام، اینکه نگاه سانتایانا به هنر، نه یک نگاه نظام‌مند فلسفی، از نوع کانت یا هگلی، بلکه از نوع خاص پراگماتیسمی ست. پراگماتیسمی بودن نگاه او به هنر، نتیجه نفوذ تفکرات ویلیام جیمز و دیویی ست.